# Muleta

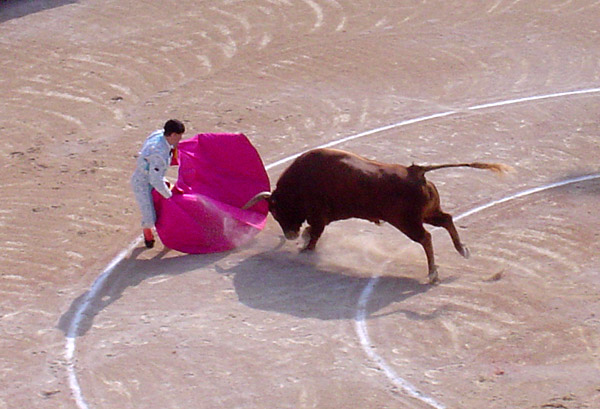
Een torero in actie met de muleta

De muleta (ook la capa) is een half-cirkelvormige doek van zware rode flanel, gedrapeerd om een houten stok, waarmee een matador (meestal in het laatste deel van een stierengevecht) de stier uitdaagt.

## Gebruik
Het gebruik van de muleta bij het stierengevecht werd in 1726 geïntroduceerd door de beroemde Spaanse torero Francisco Romero (1700-1763). De toreador gebruikt de muleta om de stier te lokken; de stier komt af op de wapperende bewegingen en niet de kleur van de muleta, aangezien runderen kleurenblind zijn.

## Trivia
- In het Nederlands is de zegswijze "Dat werkt als een rode lap op een stier" afgeleid van het gebruik van de muleta.